# Кун Іветт Маньї
Кун Іветт Маньї (18 січня 1993) — китайська плавчиня. У складі збірної Гонконгу взяла участь у літніх Олімпійських іграх 2016, де виступала на дистанціях 100, 100 метрів брасом, а також в естафеті естафеті 4x100 метрів комплексом.